# Chorisoneura stylata
Chorisoneura stylata es una especie de cucaracha del género Chorisoneura, familia Ectobiidae. Fue descrita científicamente por Hebard en 1926.
Habita en Guyana y Surinam.